# Dirphia araucariae
Dirphia araucariae är en fjärilsart som beskrevs av Jones 1908. Dirphia araucariae ingår i släktet Dirphia och familjen påfågelsspinnare. Inga underarter finns listade i Catalogue of Life.